# Covide (plaats)
Covide is een plaats (freguesia) in de Portugese gemeente Terras de Bouro, in het district Braga, en telt 404 inwoners (2001).